# Runtiya

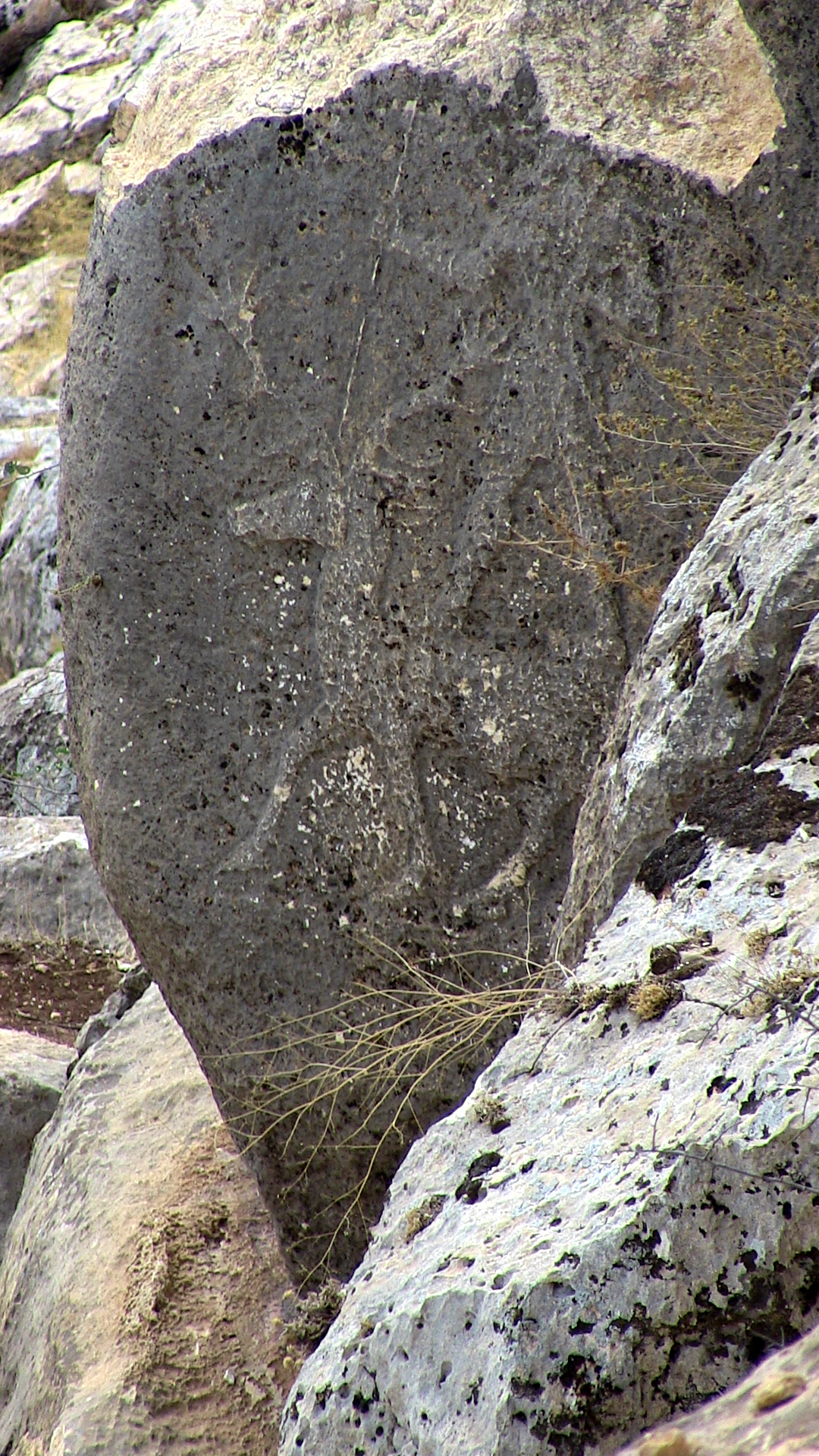
Runtiya, Felsrelief am Karasu

Runtiya ist der luwische Gott der Wildnis, der eine engere Verbindung zu Hirschen hatte. Er gehört zu den luwischen Hauptgottheiten.

## Name
Der Name wurde im Keilschriftluwischen der Bronzezeit mit dKAL-ya geschrieben, was als *Rundiya oder *Kruntiya gelesen werden kann; meist wird aber dKAL neutral mit „Schutzgott(heit)“ wiedergegeben. Im hierglyphenluwischen der Eisenzeit wurde er Runtiya genannt und sein Name wurde in der Regel mit dem Bild eines Hirsches oder Geweihs als (DEUS) CERVUS („Gott Hirsch“) geschrieben.
Der Name ist vermutlich eine Erweiterung eines Wortes für Horn oder Geweih, doch sind alle vorgeschlagenen Etymologien problematisch. Diskutiert wird auch die Frage des Verhältnisses zwischen Runtiya und Kurunta. Ein Teil der Forscher nimmt an, dass beide Götter identisch seien und dass *Krunti(ya)- die ältere luwische Form des Namens sei, andere postulieren eine uranatolische Gottheit, aus der sich der luwische Runtiya und der hethitische Kurunta entwickelt hätten.
In Personennamen wird Runtiya öfters genannt, der älteste Beleg stammt aus dem 18. Jahrhundert v. Chr., in Kültepe, wo ein Mann Ruwa(n)tia und ein anderer Ru(n)tia hieß. Die jüngsten Namen sind hellenisierte Personennamen aus Kilikien: Rondas (Ρωνδας), Rozarmas (Ρωζαρμας; luw. *Runt-zalma- „Runtiya ist Schutz“) und Rondbies (Ρωνδβιης; luw. Runt(a)-piya- „Runta-Gabe“).

## Funktion
Während der Bronzezeit wurde er als Schutzgottheit betrachtet und er galt als Sohn des Sonnengottes Tiwad und der Göttin Kamrušipa. Seine Begleiterin war „Frau Ala“. Diese und der Schutzgott wurden zusammen mit Bergen und Flüssen angerufen, darunter der ḪUR.SAGŠarpa (ev. Arısama Dağı bei Emirgazi). Sein Beiname šarlaimi („erhöht“) war zudem der Name eines Berggottes. In neohethtitischer Zeit hatten Runtiya und Ala-Kubaba ein gemeinsames Heiligtum bei Ancoz.

### Flurgott
Runtiya war eng mit dem Hirsch verbunden und seine eisenzeitlichen Beinamen Imralli und Imrassi („der der Flur“) bezeugen seine Beziehung zur Wildnis. Nach eisenzeitlichen Zeugnissen erhielt er Gazellenopfer und beschenkte dafür den Opferer mit Wild.
Auch in der Bronzezeit werden Gottheiten genannt, die das luwische Wort im(ma)ra- („Feld, Flur“) enthalten. So wird im Kult der hethitischen Stadt Ḫubišna die Gottheit dImralli unmittelbar vor dKAL šarlaimi genannt und im Kult der Stadt Ištanuwa wird dImmaršia unmittelbar nach dem „großen Schutzgott“ (dKAL GAL) aufgelistet. Eine weitere luwische Gottheit war dImmarni.
Vielleicht gehört auch der karische Gott Imbramos oder Imbrasos (Ἴμβρασος), der nach Stephanos von Byzanz mit Hermes gleichgesetzt wurde, zu dieser Göttergruppe.
In der luwisch-phönizischen Bilingue von Karatepe wird Runtiya mit Rašap (ršp ṣprm „Rašap der Böcke“ oder „Rašap der Vögel“,) gleichgesetzt.

## Darstellung
Nach einer hethitischen Beschreibung einer Statuette des Schutzgottes war er ein auf einem Hirsch stehender Mann mit einem Bogen in der Rechten und einem Adler und Hasen in der Linken. Eisenzeitliche Darstellungen des Runtiya, wie die beim Karasu,  zeigen diesen als bartlosen auf einem Hirsch stehenden Gott, mit Spitzmütze und geschultertem Bogen.

## Weiterleben in der Antike
Allgemein wird angenommen, dass Runtiya im Hermeskult zu Korykos im Rauen Kilikien weiterlebte, zumal die Priesterlisten des Heiligtums bei den Korykischen Grotten häufig das Namenselement Rond- zeigen.